# Erik Gliha
Erik Gliha (Niort, 17 febbraio 1997) è un calciatore sloveno, difensore del Grafendorf.

## Biografia
È figlio di Primož Gliha, ex-calciatore e allenatore della nazionale slovena Under-21.

## Caratteristiche tecniche
Terzino sinistro di spinta, molto dotato tecnicamente.

## Carriera

### Club
Cresce nelle giovanili del Šampion. Debutta in Prva Liga, il massimo campionato sloveno, il 7 agosto 2015, in occasione del debutto in campionato della sua squadra, il Krka, sconfitto per 0-1 dallo Zavrč. Realizza la sua prima rete in Prva Liga il 6 dicembre 2015, nell'1-0 casalingo del Krka contro il Nova Gorica.
Il 17 ottobre 2017 viene ingaggiato dall'Avellino in Serie B, che però lo svincola il 22 gennaio 2018, senza aver mai esordito.
Nel 2020 viene ingaggiato dagli ucraini del Ruch L'viv, club del massimo campionato ucraino, esordendo da titolare nella sconfitta casalinga per 2-1 del 20 settembre dello stesso anno contro il Kolos Kovalivka.
Nel luglio 2021 viene ingaggiato dall'Olimpia Lubiana.

### Nazionale
Vanta una presenza in nazionale slovena Under-19.
Tra il 2017 e il 2018 ha totalizzato 16 presenze nella Under-21; ha messo a segno un'unica rete, l'11 settembre 2018, quella del decisivo 2-1 contro i pari età kazaki in un incontro valido per le qualificazioni al campionato europeo di calcio Under-21 2019.